# Немецкий масляный пирог

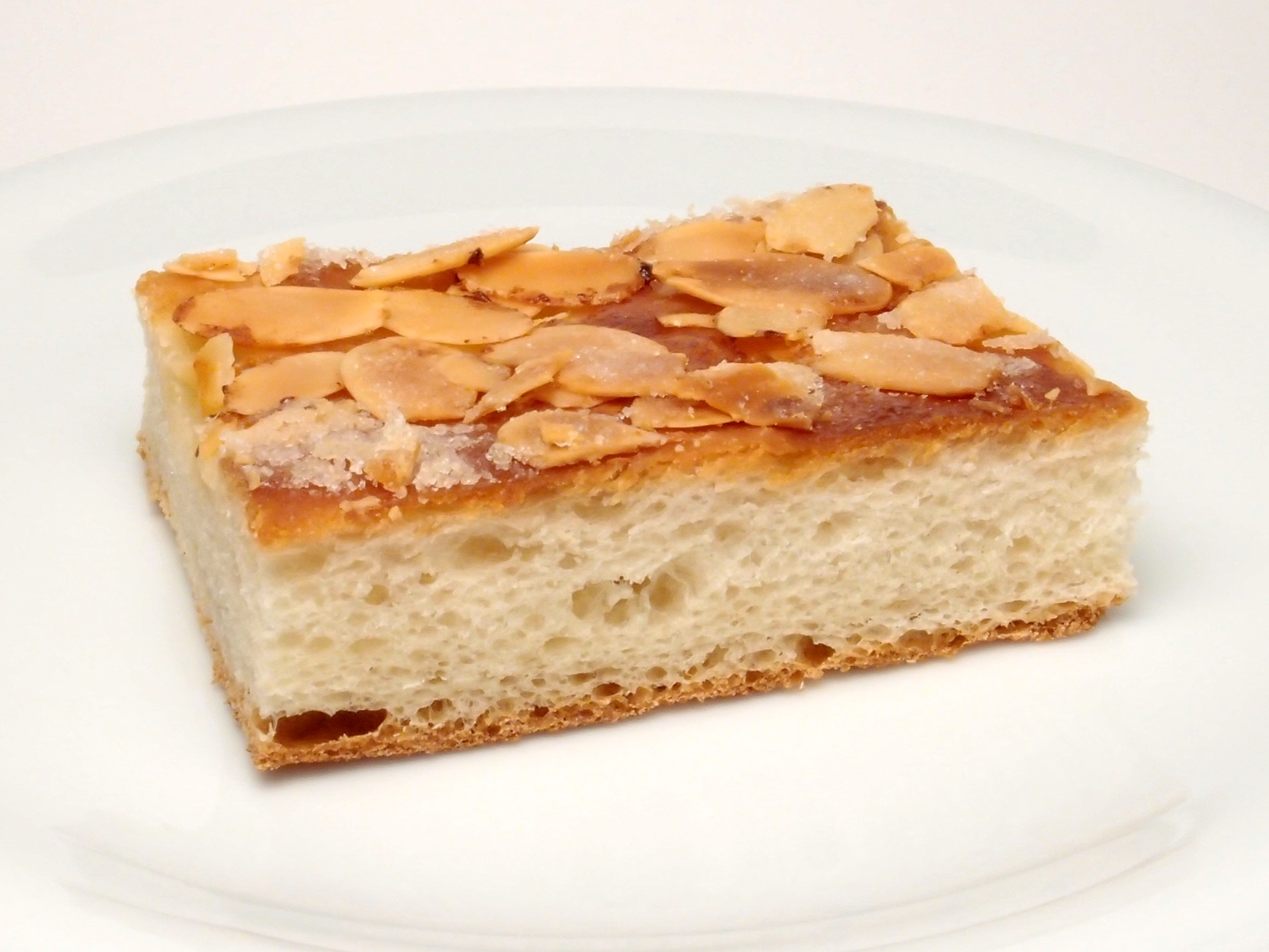
Порция буттеркухена с миндальными лепестками

Немецкий масляный пирог (бу́ттеркухен, нем. Butterkuchen — «масляный пирог», также цуккеркухен нем. Zuckerkuchen — «сахарный пирог») — типичный листовой пирог на дрожжевом тесте со сливочно-сахарной посыпкой. Кусочки сливочного масла при выпекании оставляют на поверхности пирога характерные ямки. Масляный пирог часто посыпают миндальными лепестками или рублеными орехами и иногда начиняют кремом или фруктами. В региональных кухнях помимо сахара используют корицу и кардамон.
На Севере Германии буттеркухен часто подают к кофе, пирог также известен в нидерландской и датской кухне. В Южной Германии масляный пирог часто пекут дома, он входит в меню кофеен. В Нижней Саксонии и Вестфалии буттеркухен обязательно присутствует на важных семейных собраниях: его подают на крестинах, конфирмации, свадьбе и похоронах, поэтому его именуют пирогом «в горе и радости» или «похоронным пирогом».